# ملحمة الحب والرحيل (مسلسل)
ملحمة الحب والرحيل هو مسلسل عربي، يحكي قصة حرب البسوس بين بكر وتغلب أبناء وائل، كتبه الدكتور وليد سيف من الأردن وشارك به نخبة من النجوم العرب:
- جلال الشرقاوي في دور كليب.[1]
- صلاح السعدني في دور الزير سالم.
- أحمد مرعي في دور جساس بن مرة.
- هناء ثروت في دور الجليلة.
- أحمد خليل في دور همام بن مرة.
- حمدي غيث في دور الحارث بن عباد.

## ملخص القصة
تدور أحداث المسلسل في إطار ما حدث في حرب البسوس بين قبيلتي بكر وتغلب أبناء وائل حيث تتوالى الاحداث بين القبيلتين، حيث تنشأ بينهما عداوة وحروب عقب مقتل الكليب على يد جساس ابن مرة.